# ميلوش فويانيتش
ميلوش فويانيتش (بالصربية: Милош Вујанић) مواليد 13 نوفمبر 1980 في جمهورية يوغوسلافيا الاشتراكية الاتحادية، هو لاعب كرة سلة صربي سابق. بدأ مسيرته الاحترافية في سنة 1999. تم اختياره من قبل فريق نيويورك نيكس خلال الدرافت. مثّل منتخب بلاده. شارك في دورة الألعاب الأولمبية الصيفية سنة 2004. حقق المركز الأول في بطولة كأس العالم لكرة السلة 2002. اعتزل اللعب في 2012.

## المسيرة الاحترافية
لعب مع ريد ستار من سنة 1999 إلى 2001، ثم لعب مع بارتيزان من سنة 2001 إلى 2003، ثم لعب مع فورتيتودو بولونيا في الدوري الإيطالي من سنة 2003 إلى 2005، ثم لعب مع برشلونة في الدوري الإسباني في موسم 2005–2006، ثم لعب مع باناثينايكوس في موسم 2006–2007، ثم لعب مع دينامو موسكو في موسم 2007–2008، ثم لعب مع أنادولو إفيس في موسم 2008–2009، ثم لعب مع سي بي مورسيا في الدوري الإسباني في موسم 2009–2010، ثم لعب مع بانيونيس في موسم 2010–2011.

## الميداليات
| الميدالية | المسابقة                         |
| --------- | -------------------------------- |
| ذهبية     | بطولة كأس العالم لكرة السلة 2002 |
| فضية      | الألعاب الجامعية الصيفية 1999    |
| ذهبية     | الألعاب الجامعية الصيفية 2001    |

## روابط خارجية
- ميلوش فويانيتش على موقع الاتحاد الدولي لكرة السلة (الإنجليزية)
- ميلوش فويانيتش على موقع الدوري الأوروبي لكرة السلة (الإنجليزية)
- ميلوش فويانيتش على موقع سبورتس رفرنس (الإنجليزية)
- ميلوش فويانيتش على موقع الدوري الإسباني لكرة السلة (الإسبانية)
- ميلوش فويانيتش على موقع كرة السلة الأوروبية.كوم (الإنجليزية)
- ميلوش فويانيتش على موقع DraftExpress.com (الإنجليزية)
- ميلوش فويانيتش على موقع ريلجم (الإنجليزية)
- ميلوش فويانيتش على موقع بروبوليرز (الإنجليزية)
- ميلوش فويانيتش على موقع سبورتس رفرنس (الإنجليزية)
- ميلوش فويانيتش على موقع أوليمبيديا (الإنجليزية)